# Неопалимая Купина (икона)
Неопали́мая Купина́ (дословно: «несгораемый куст») — иконографический тип Божией Матери в православии. Название иконы восходит к одноимённому ветхозаветному образу. Данный тип икон символически раскрывает сразу несколько аспектов её почитания и составлен на основе важнейших ветхозаветных прообразов воплощения Христа. Празднование иконе совершается 4 сентября (17 сентября).

## История
Образ известен с ранних веков христианства. Изначально «Неопалимая Купина» изображалась в виде горящего куста с заключённым в нём образом Богоматери (обычно в типе Оранты) и коленопреклонённым пророком Моисеем перед ним. Позднее, уже в XVI веке, сложился довольно сложный символико-аллегорический образ в виде восьмиугольной звезды, окружающей поясное изображение Божией Матери и Младенца-Христа.
В центре иконы располагается изображение Богоматери с Младенцем, Которая, как правило, держит в Своих руках ряд символических атрибутов, связанных с ветхозаветными пророчествами: Гору из пророчества Даниила, Лестницу Иакова, Врата Иезекииля и т. п. Это изображение заключено в восьмиконечную звезду, образованную двумя четырёхугольниками — зелёным и красным (естественный цвет Купины и цвет объявшего её пламени). Вокруг него, в свою очередь, располагаются изображения четырёх ветхозаветных сюжетов: Моисей перед Купиной, сон Иакова, Врата Иезекииля и Древо Иессеево.
Другая тема иконы — служение ангелов Богоматери и поклонение небесных сил чудесному рождению Бога от Девы — их изображения располагаются в лучах восьмиконечной звезды; среди них — архангелы и безымянные ангелы — олицетворения стихий, известные из Толковой Палеи, Книги Еноха и других апокрифических сочинений.
В целом эта тема нашла своё отражение во многих богослужебных текстах, откуда, очевидно, и была заимствована (ср. напр. «Всякое естество ангельское удивися великому Твоего вочеловечения делу» — Акафист Богоматери, кондак IX и др.). Предание, повествующее о чудесах, совершённых иконой, не сохранило истории её обретения; в русской иконописи она известна с середины XVI века.
Икона «Неопалимая Купина» почитается как заступница при пожарах.